# Valea Ciorii
Valea Ciorii es una comuna ubicada en el distrito de Ialomița, Rumania.

## Superficie
Cuenta con una superficie de 52,48 kilómetros cuadrados.

## Demografía
Hasta 2021 la población era de 1575 habitantes, con una densidad de población de 30,01 habitantes por kilómetro cuadrado.